# Mailly-le-Camp
Mailly-le-Camp è un comune francese di 1 749 abitanti situato nel dipartimento dell'Aube nella regione del Grand Est.

## Società

### Evoluzione demografica
Abitanti censiti